# Vigneulles-lès-Hattonchâtel
Pour les articles homonymes, voir Vigneulles (homonymie).
Vigneulles-lès-Hattonchâtel [viɲœl le atɔ̃ʃatɛl] est une commune française située dans la région culturelle et historique de Lorraine, dans le département de la Meuse en région Grand Est.
Depuis 1973, la commune a fusionné avec Billy-sous-les-Côtes, Creuë, Hattonchâtel, Hattonville, Saint-Benoît-en-Woëvre et Viéville-sous-les-Côtes (fusion association).

## Géographie

### Situation
La commune est à 31,3 km de Commercy, 36,4 de Verdun et 42,9 de Metz.

#### Communes limitrophes
| Saint-Maurice-sous-les-Côtes | Saint-Maurice-sous-les-Côtes | Woël             |
| Saint-Maurice-sous-les-Côtes | Vigneulles-lès-Hattonchâtel  | Woël             |
| Heudicourt-sous-les-Côtes    | Heudicourt-sous-les-Côtes    | Nonsard-Lamarche |

### Géologie et relief
La commune fait partie du Parc naturel régional de Lorraine et est situé à 261 m d'altitude.
Hydrogéologie et climatologie : Système d’information pour la gestion des eaux souterraines du bassin Rhin-Meuse :
Territoire communal : Occupation du sol (Corinne Land Cover); Cours d'eau (BD Carthage),
Géologie : Carte géologique; Coupes géologiques et techniques,
 Hydrogéologie : Masses d'eau souterraine; BD Lisa; Cartes piézométriques.

### Hydrographie

#### Réseau hydrographique
La commune est traversée par la ligne de partage des eaux entre les bassins versants du Rhin et de la Meuse au sein du bassin Rhin-Meuse. Elle est drainée par l'Yron, le ruisseau des Parrois, le ruisseau la Creue, le ruisseau des Paquis, le ruisseau de Burnenaux, le ruisseau d'Hattonville, le ruisseau de Naugipont, le ruisseau de l'Étang de Parfond Rupt, le ruisseau de l'Étang de Belian, le ruisseau de l'Étang Boutonneau, le ruisseau de l'Étang Chiterne et le ruisseau de l'Étang de Petit Étang,.
L'Yron, d'une longueur de 37 km, prend sa source dans la commune  et se jette  dans l'Orne à Conflans-en-Jarnisy, après avoir traversé dix communes. 
Le ruisseau des Parrois, d'une longueur de 14 km, prend sa source dans la commune  et se jette  dans l'Yron à Latour-en-Woëvre, après avoir traversé cinq communes. 
La Creuë, d'une longueur de 16 km, prend sa source dans la commune  et se jette  dans la Meuse à Maizey, après avoir traversé cinq communes. 
Le ruisseau des Paquis, d'une longueur de 10 km, prend sa source dans la commune  et se jette  dans  le ruisseau des Parrois à Jonville-en-Woëvre, après avoir traversé cinq communes. 

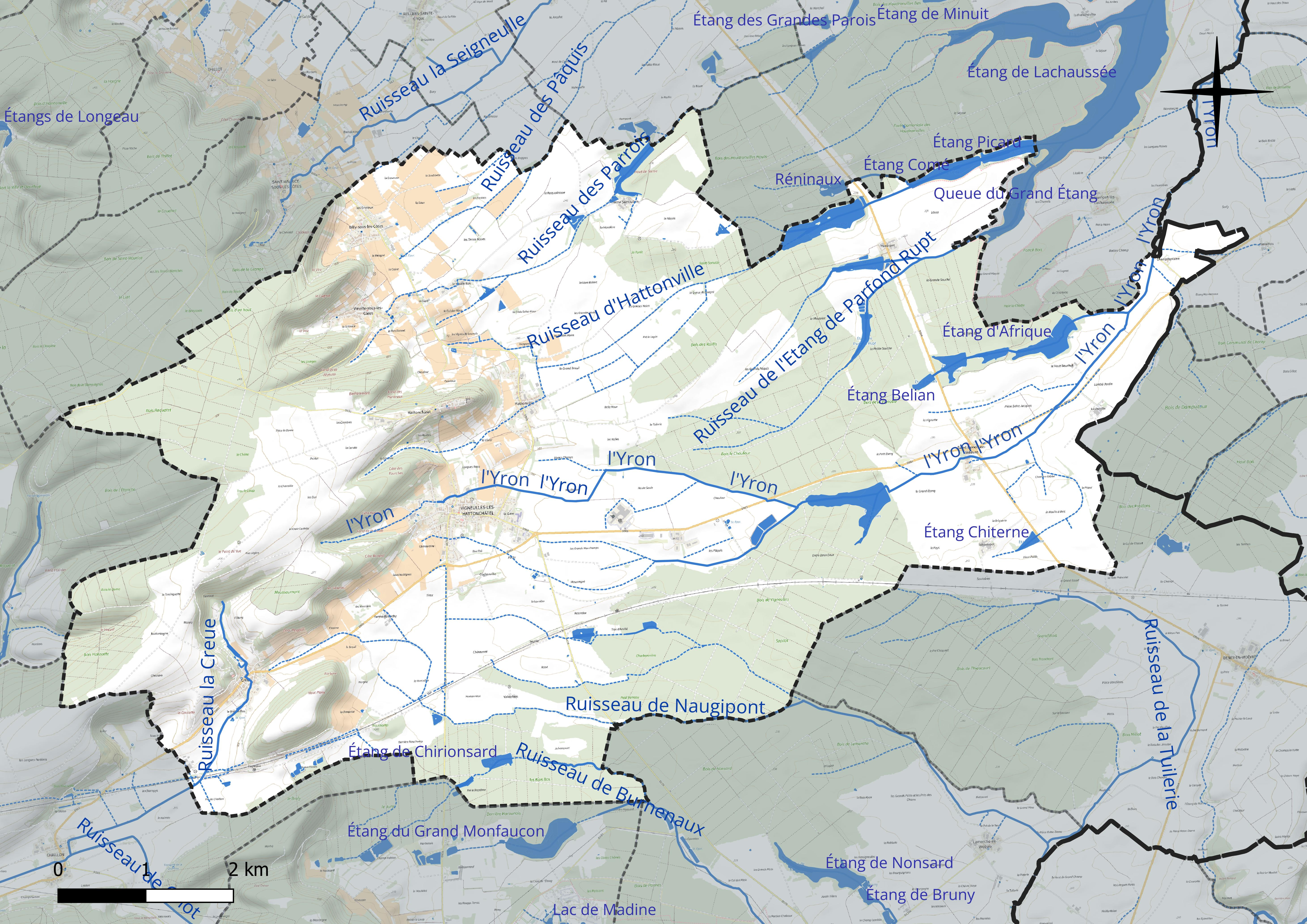
Réseau hydrographique de Vigneulles-lès-Hattonchâtel.

Divers plans d'eau complètent le réseau hydrographique : l'étang Belian (2,1 ha), l'étang Beugné (20,2 ha), l'étang Boutonneau (5,5 ha), l'étang Chiterne (2,2 ha), l'étang Comé (10,8 ha), l'étang d'Afrique (13,6 ha), l'étang de Chirionsard (4 ha), l'étang de Parfond Rupt (4,7 ha), l'étang de Vigneulles (19,8 ha), l'étang de Wendel (3,5 ha), l'étang des Anceviennes (5,9 ha), l'étang Picard (7,9 ha) et Queue du Grand étang, d'une superficie totale de 17 ha (0 ha sur la commune),.

#### Gestion et qualité des eaux
Le territoire communal est couvert par le schéma d'aménagement et de gestion des eaux (SAGE) « Bassin ferrifère ». Ce document de planification concerne le périmètre des anciennes galeries des mines de fer, des aquifères et des bassins versants hydrographiques associés qui s’étend sur 2 418 km2. Les bassins versants concernés sont celui de la Chiers en amont de la confluence avec l'Othain, et ses affluents (la Crusnes, la Pienne, l'Othain), celui de l'Orne et ses affluents et celui de la Fensch, le Veymerange, la Kiesel et les parties françaises du bassin versant de l'Alzette et de ses affluents (Kaylbach, ruisseau de Volmerange). Il a été approuvé le 27 mars 2015. La structure porteuse de l'élaboration et de la mise en œuvre est la région Grand Est. 
La qualité des cours d’eau peut être consultée sur un site dédié géré par les agences de l’eau et l’Agence française pour la biodiversité. 

### Climat
Pour des articles plus généraux, voir Climat du Grand Est et Climat de la Meuse.
En 2010, le climat de la commune est de type climat des marges montargnardes, selon une étude du Centre national de la recherche scientifique s'appuyant sur une série de données couvrant la période 1971-2000. En 2020, Météo-France publie une typologie des climats de la France métropolitaine dans laquelle la commune est dans une zone de transition entre le climat océanique altéré et le climat semi-continental et est dans la région climatique  Lorraine, plateau de Langres, Morvan, caractérisée par un hiver rude (1,5 °C), des vents modérés et des brouillards fréquents en automne et hiver. 
Pour la période 1971-2000, la température annuelle moyenne est de 9,5 °C, avec une amplitude thermique annuelle de 16,2 °C. Le cumul annuel moyen de précipitations est de 892 mm, avec 13 jours de précipitations en janvier et 9,2 jours en juillet. Pour la période 1991-2020, la température moyenne annuelle observée sur la station météorologique de Météo-France la plus proche, « Nonsard », sur la commune de Nonsard-Lamarche à 7 km à vol d'oiseau, est de 10,7 °C et le cumul annuel moyen de précipitations est de 690,8 mm. 
La température maximale relevée sur cette station est de 40,1 °C, atteinte le 25 juillet 2019 ; la température minimale est de −17 °C, atteinte le 1er mars 2005,,. 
Les paramètres climatiques de la commune ont été estimés pour le milieu du siècle (2041-2070) selon différents scénarios d'émission de gaz à effet de serre à partir des nouvelles projections climatiques de référence DRIAS-2020. Ils sont consultables sur un site dédié publié par Météo-France en novembre 2022.

### Voies de communications et transports

#### Voies routières
- Autoroute A4 : Échangeur Fresnes-en-Woëvre.

#### Transports en commun
- Fluo Grand Est.

#### Lignes SNCF

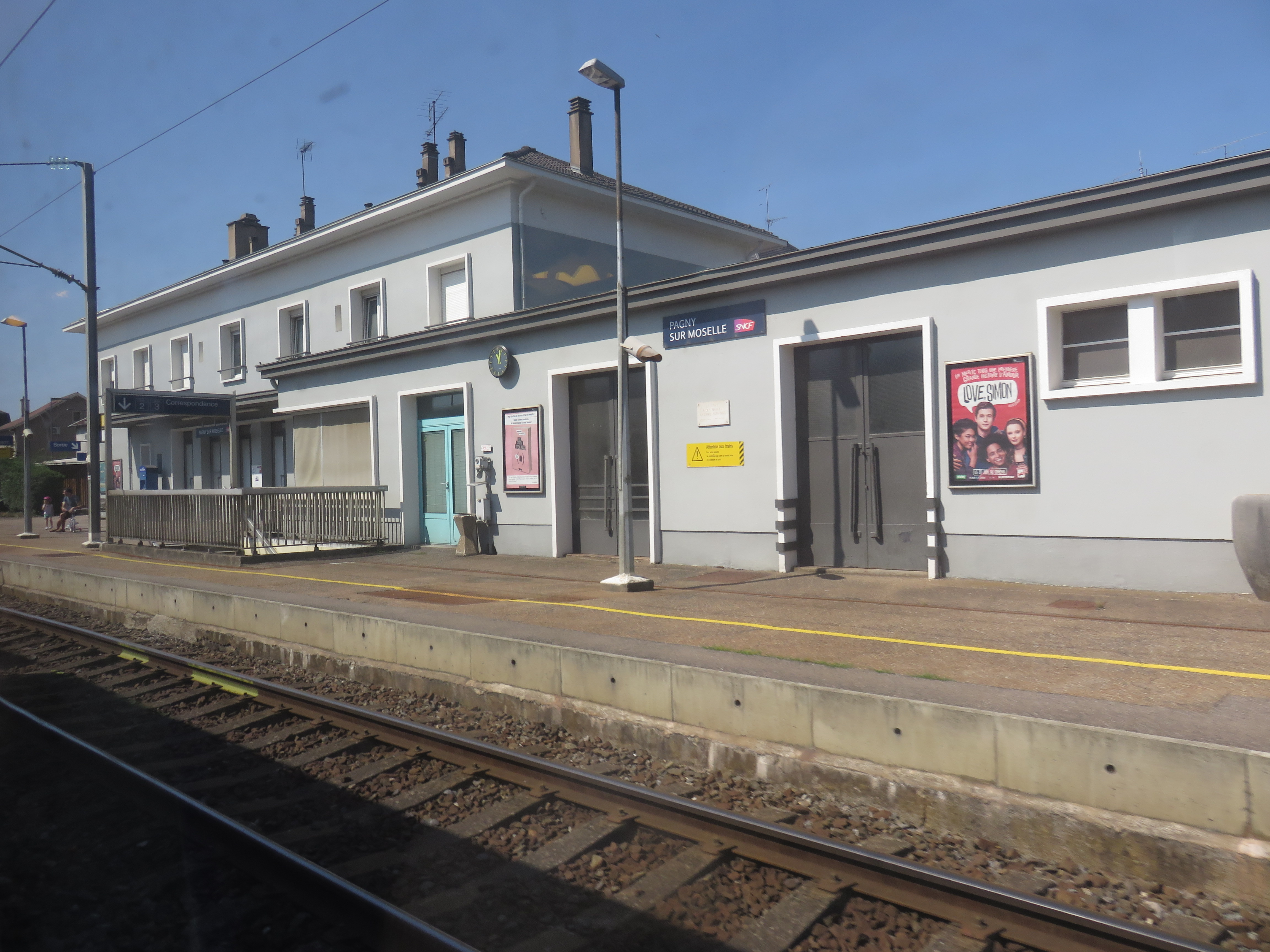
Gare de Pagny-sur-Moselle.

- Gare de Pagny-sur-Moselle
- Gare de Conflans - Jarny
- Gare de Commercy
- Gare d'Étain
- Gare de Novéant

## Urbanisme

### Typologie
Au 1er janvier 2024, Vigneulles-lès-Hattonchâtel est catégorisée commune rurale à habitat dispersé, selon la nouvelle grille communale de densité à sept niveaux définie par l'Insee en 2022.
Elle est située hors unité urbaine et hors attraction des villes,.

### Occupation des sols
L'occupation des sols de la commune, telle qu'elle ressort de la base de données européenne d’occupation biophysique des sols Corine Land Cover (CLC), est marquée par l'importance des territoires agricoles (59 % en 2018), une proportion sensiblement équivalente à celle de 1990 (58,4 %). La répartition détaillée en 2018 est la suivante : 
forêts (38 %), terres arables (32 %), prairies (16,9 %), cultures permanentes (7,8 %), zones agricoles hétérogènes (2,2 %), eaux continentales (1,3 %), zones urbanisées (1 %), milieux à végétation arbustive et/ou herbacée (0,7 %). L'évolution de l’occupation des sols de la commune et de ses infrastructures peut être observée sur les différentes représentations cartographiques du territoire : la carte de Cassini (XVIIIe siècle), la carte d'état-major (1820-1866) et les cartes ou photos aériennes de l'IGN pour la période actuelle (1950 à aujourd'hui).

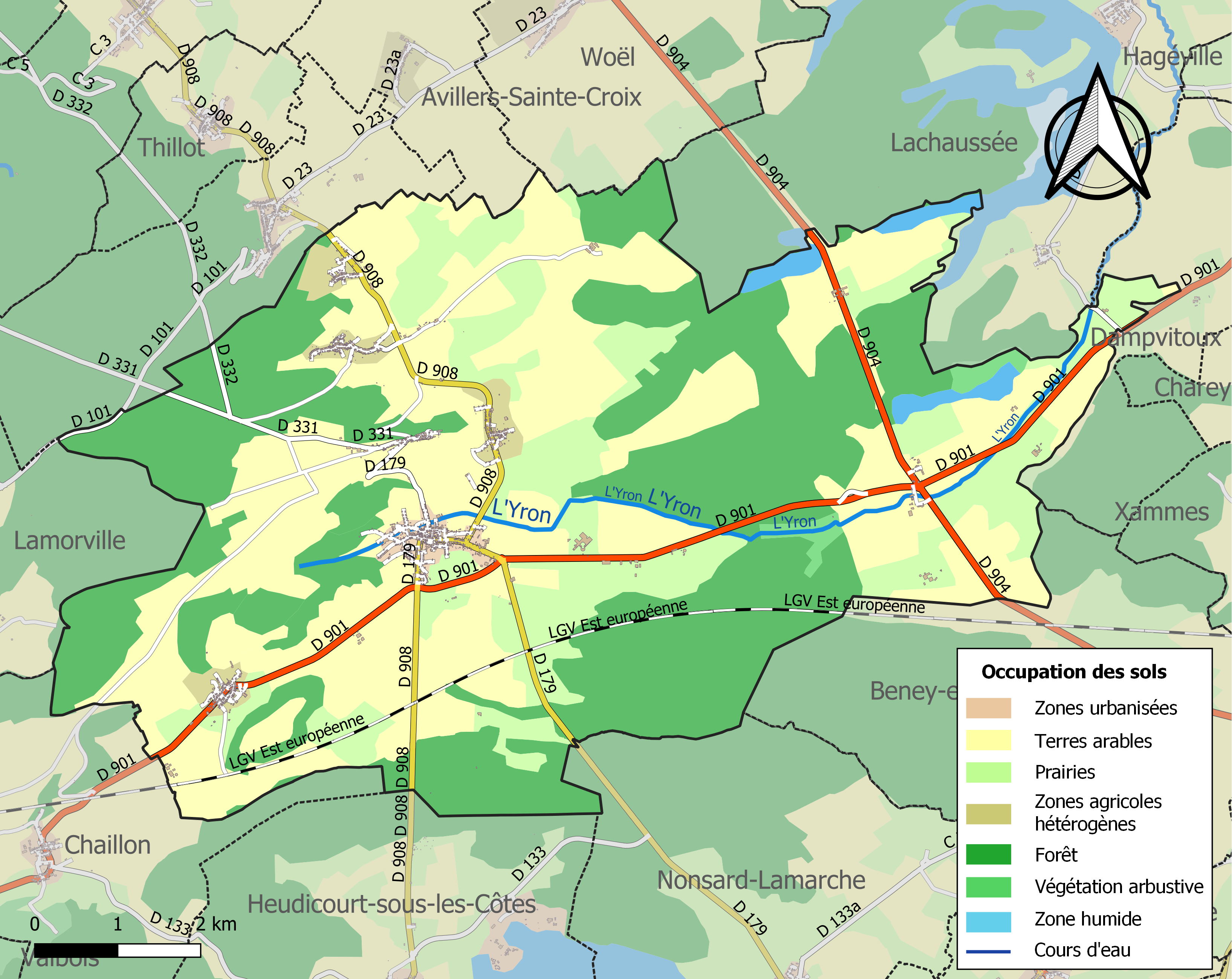
Carte des infrastructures et de l'occupation des sols de la commune en 2018 (CLC).

## Toponymie
Son nom vient du suffixe latin eolae qui a donné Vineolis en 1152, « petite vigne », suffixe devenu eules pour donner Vigneulles en français.
La préposition « lès » permet de signifier la proximité d'un lieu géographique par rapport à un autre lieu. En règle générale, il s'agit d'une localité qui tient à se situer par rapport à une ville voisine plus grande. La commune française de Vigneulles indique qu'elle se situe près de Hattonchâtel.
Hattonchâtel : de Hatton, évêque de Verdun. Nombreuses mentions.

## Histoire
En 1332, demoiselle Agnès, veuve d'Eudignon de Vigneulles, bailli d'Aspremont et écuyer, Jean et Isabelle ses enfants, reconnaissent tenir de Henri IV d'Aspremont, évêque de Verdun, tout ce qu'ils possèdent à Vigneulles-sous-Hattonchâtel, ban et finage, excepté la terre dite de Saint-Pierre, ou la Terre de Valerne.
En 1389, les habitants de Vigneulles se mettent pour toujours sous sauvegarde de Robert duc de Bar et ses successeurs. L’évêque de Verdun porte plainte devant le lieutenant-général du duché de Luxembourg pour le duc d’Orléans-Mainbourg, gouverneur du duché, qui décide par une ordonnance du 4 mars 1403 que les habitants ne pourront se prévaloir de cette sauvegarde contre l'évêque de Verdun, leur seigneur, mais qu'ils seront obligés de répondre devant la justice et de lui payer ses droits.
En 1489, Guillaume de Haraucourt, évêque de Verdun, affranchit les habitants de Vigneulles.
En 1498, un différend s'éleve au sujet du tiers de la dîme de Vigneulles possédée par Florentin de Stainville et Robert de Vigneulles, écuyers, qui ont pris jusque là ces dîmes des comtes d'Aspremont, comme fief mouvant de la châtellenie d'Aspremont. Mais Guillaume de Haraucourt, évêque de Verdun, prétend que cette portion de dîme meut en fief de sa châtellenie d'Hattonchâtel. L'affaire se conclut à la condition que la comtesse de Linange, veuve du comte de Linange, seigneur d'Apremont, renonce à l'hommage des dîmes de Vigneulles et que Florentin de Stainville et Robert de Vigneulles fassent foi et hommage à la comtesse de cinq francs de rente et de seize septiers de vin à eux dus chaque an sur plusieurs héritages situés au village de Tannois. En conséquence de cet accord, la comtesse consent à ce qu'ils reprennent ces dîmes de l'évêque de Verdun,.
Le 27 octobre 1870, le ballon monté Vauban, piloté par l'aérostier Guillaume, s'envole de la gare d'Orléans à Paris alors assiégée par les Prussiens, avec à son bord le diplomate Frédéric Rethinger et le colombophile Édouard Cassiers. Il termine sa course à Vigneulles-lès-Hattonchâtel après avoir parcouru 248 kilomètres.

## Politique et administration

### Fusion-Association en 1973
Le 1er mars 1973, les communes suivantes se sont regroupées avec Vigneulles-lès-Hattonchâtel :
- Billy-sous-les-Côtes (55052)
- Creuë (55136)
- Hattonchâtel (55233)
- Hattonville (55234)
- Saint-Benoît-en-Woëvre (55455)
- Viéville-sous-les-Côtes (55550)

### Tendances politiques et résultats
Les résultats du 2e tour de la présidentielle à Vigneulles-lès-Hattonchâtel sont les suivants : Marine Le Pen (Front national) est en tête des suffrages avec 50,8 % des voix. A la seconde place Emmanuel Macron (En Marche!) obtient un score de 49,2 %.
Marine Le Pen (FN) était aussi arrivée en première position au 1er tour (32,03 % des votes).
On décompte 6,92 % d'électeurs qui ont voté blanc.

### Budget et fiscalité 2022

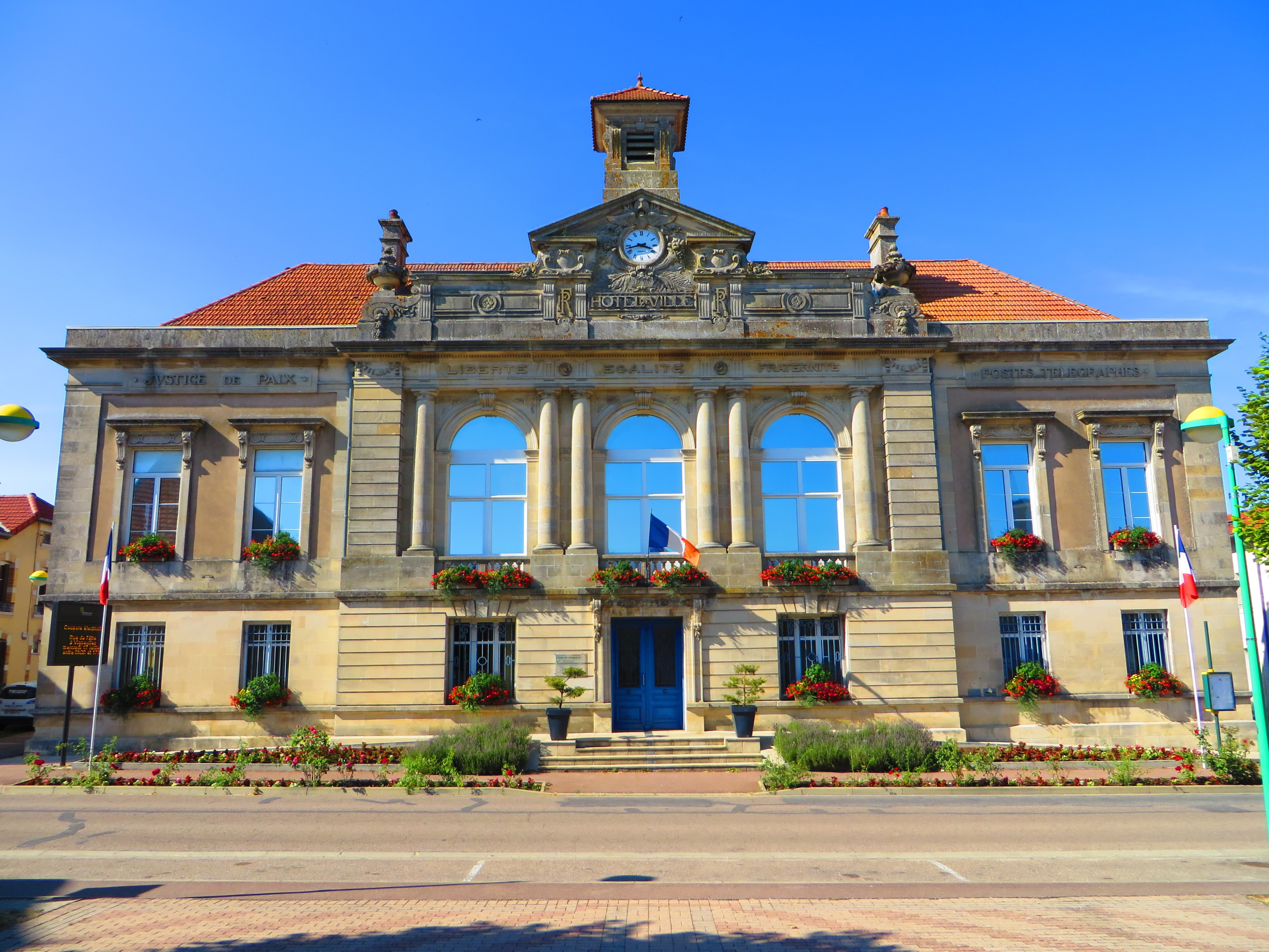
La mairie.

En 2022, le budget de la commune était constitué ainsi :
- total des produits de fonctionnement : 1 258 000 €, soit 763 € par habitant ;
- total des charges de fonctionnement : 805 000 €, soit 488 € par habitant ;
- total des ressources d'investissement : 525 000 €, soit 319 € par habitant ;
- total des emplois d'investissement : 1 077 000 €, soit 653 € par habitant ;
- endettement : 603 000 €, soit 366 € par habitant.

Avec les taux de fiscalité suivants :
- taxe d'habitation : 9,81 % ;
- taxe foncière sur les propriétés bâties : 33,97 % ;
- taxe foncière sur les propriétés non bâties : 16,16 % ;
- taxe additionnelle à la taxe foncière sur les propriétés non bâties : 43,61 % ;
- cotisation foncière des entreprises : 10,12 %.

Chiffres clés Revenus et pauvreté des ménages en 2020 : médiane en 2020 du revenu disponible, par unité de consommation : 21 670 €.

### Liste des maires
| Période                                  | Période  | Identité             | Étiquette | Qualité |
| ---------------------------------------- | -------- | -------------------- | --------- | ------- |
| Les données manquantes sont à compléter. |          |                      |           |         |
| mars 2001                                | En cours | Jean-Claude Zingerle |           |         |

## Population et société

### Démographie

#### Évolution démographique
L'évolution du nombre d'habitants est connue à travers les recensements de la population effectués dans la commune depuis 1793. Pour les communes de moins de 10 000 habitants, une enquête de recensement portant sur toute la population est réalisée tous les cinq ans, les populations de référence des années intermédiaires étant quant à elles estimées par interpolation ou extrapolation. Pour la commune, le premier recensement exhaustif entrant dans le cadre du nouveau dispositif a été réalisé en 2006.

En 2022, la commune comptait 1 581 habitants, en évolution de +0,57 % par rapport à 2016 (Meuse : −4,4 %, France hors Mayotte : +2,11 %).
| 1793 | 1800 | 1806 | 1821 | 1831  | 1836  | 1841  | 1846  | 1851  |
| ---- | ---- | ---- | ---- | ----- | ----- | ----- | ----- | ----- |
| 773  | 865  | 859  | 864  | 1 038 | 1 071 | 1 053 | 1 041 | 1 059 |

| 1856 | 1861  | 1866  | 1872 | 1876 | 1881 | 1886 | 1891 | 1896 |
| ---- | ----- | ----- | ---- | ---- | ---- | ---- | ---- | ---- |
| 987  | 1 009 | 1 007 | 967  | 954  | 932  | 890  | 884  | 876  |

| 1901 | 1906 | 1911 | 1921 | 1926 | 1931 | 1936 | 1946 | 1954 |
| ---- | ---- | ---- | ---- | ---- | ---- | ---- | ---- | ---- |
| 875  | 811  | 783  | 616  | 564  | 524  | 500  | 516  | 517  |

| 1962 | 1968 | 1975  | 1982  | 1990  | 1999  | 2006  | 2011  | 2016  |
| ---- | ---- | ----- | ----- | ----- | ----- | ----- | ----- | ----- |
| 524  | 473  | 1 250 | 1 245 | 1 355 | 1 371 | 1 514 | 1 559 | 1 572 |

| 2021  | 2022  | - | - | - | - | - | - | - |
| ----- | ----- | - | - | - | - | - | - | - |
| 1 574 | 1 581 | - | - | - | - | - | - | - |

### Enseignement
Établissements d'enseignements :
- Écoles maternelle et primaire sur la commune.
- Collèges à Thiaucourt-Regniéville, Fresnes-en-Woëvre, Saint-Mihieln, Pagny-sur-Moselle.
- Lycées à Jarny.

### Santé
Professionnels et établisements de santé :
- Médecins à Lacroix-sur-Meuse, Saint-Mihiel, Fresnes-en-Woëvre, Les Paroches.
- Pharmacies à Lacroix-sur-Meuse, Saint-Mihiel, Fresnes-en-Woëvre, Mars-la-Tour.
- Hôpitaux à Saint-Mihiel, Gorze, Commercy, Pont-à-Mousson.

### Cultes
- Culte catholique, Paroisse Saint Airy de la Woëvre[40], Diocèse de Verdun.

### Événements
- Printemps de l'art (mars) ;
- Fête des artistes (août) ;
- Fête de la Mirabelle.

### Sports

#### Handball
- AS Vigneulles handball.

##### 2008
- Vainqueur de La Coupe Meuse (Séniors M).

##### 2009
- Champion dans d'Honneur Régional (Sénior M) ;
- Championne Interdépartemental (-14 ans F) ;
- Champion Départemental (-12 ans M) ;
- Finaliste de la Coupe Meuse en Séniors M, -14 ans F et -12 ans F (13 juin à Etain).

#### Football
- VHF Football.

#### Autres sports
- Archers des Côtes de Meuse tir à l'arc.

## Économie

### Entreprises et commerces

#### Agriculture
- La vigne est plantée au-dessus du village en petites parcelles, entre 260 et 350 mètres d’altitude sur les coteaux en pentes douces, au bas du front de côte de la côte de Meuse[41].
- De nombreux vergers y sont aussi cultivés.

#### Tourisme
- Hébergements et reestauration à Hattonchâtel, Viéville-sous-les-Côtes, Saint-Maurice sous-les-Côtes, Heudicourt-sous-les-Côtes.

#### Commerces et services
Vigneulles-lès-Hattonchâtel, dispose de divers types de commerces et services ouverts sur la commune :
- 1 Boulangerie-pâtisserie.
- 1 Boucherie-charcuterie.
- 1 Épicerie.
- 1 Opticien.

## Culture locale et patrimoine

### Lieux et monuments
- Place du Champ-de-Foire.
- École élémentaire Simone-Veil.
- Château d'Hattonchâtel, repensé en 1923,  Inscrit MH (1986)[42].
- Maison dite de la Voûte  Classé MH (1990)[43].
- Maison dite des Arcades  Inscrit MH (1986)[44].
- Gibet de Creuë.

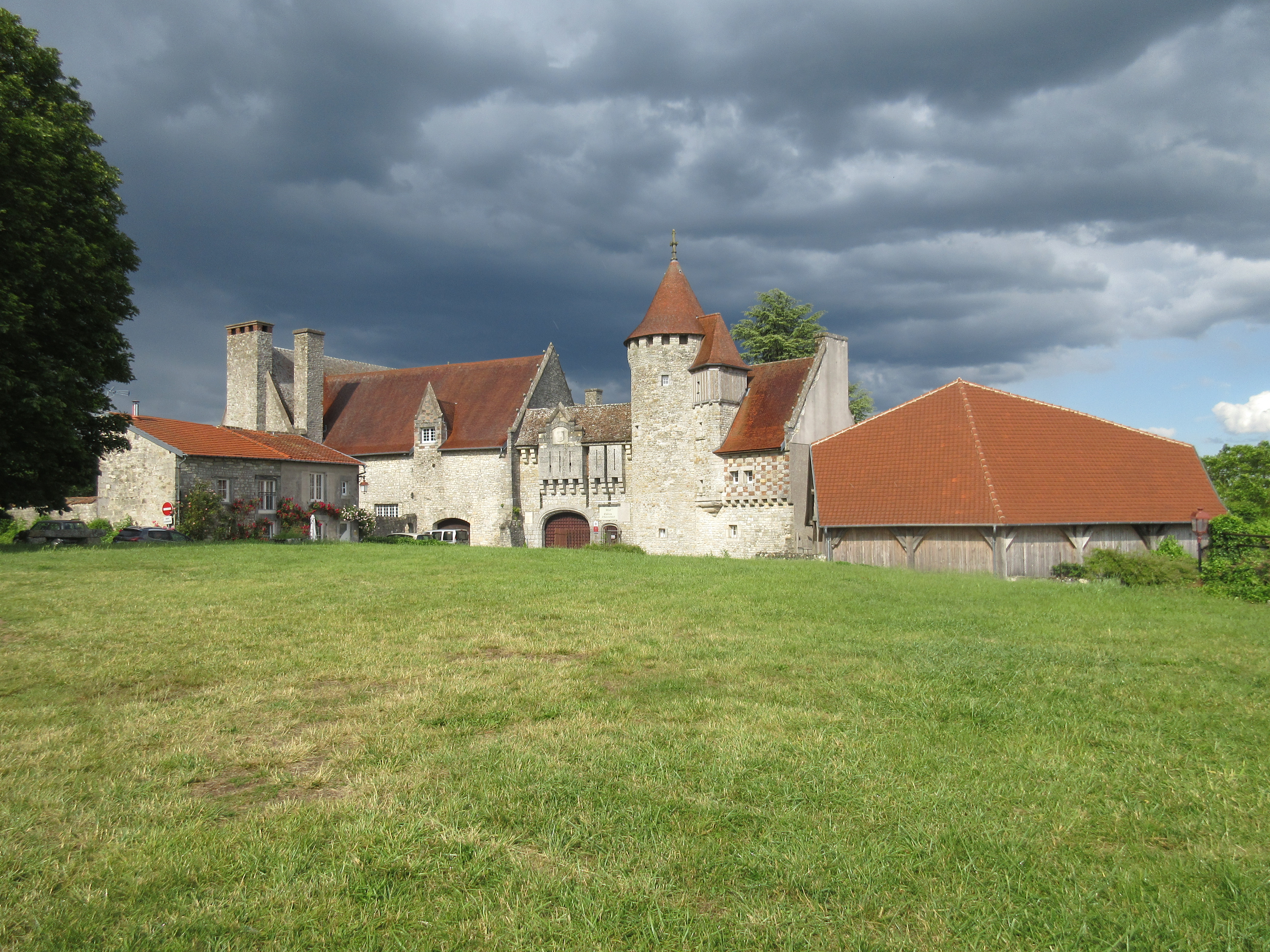
Château d'Hattonchâtel
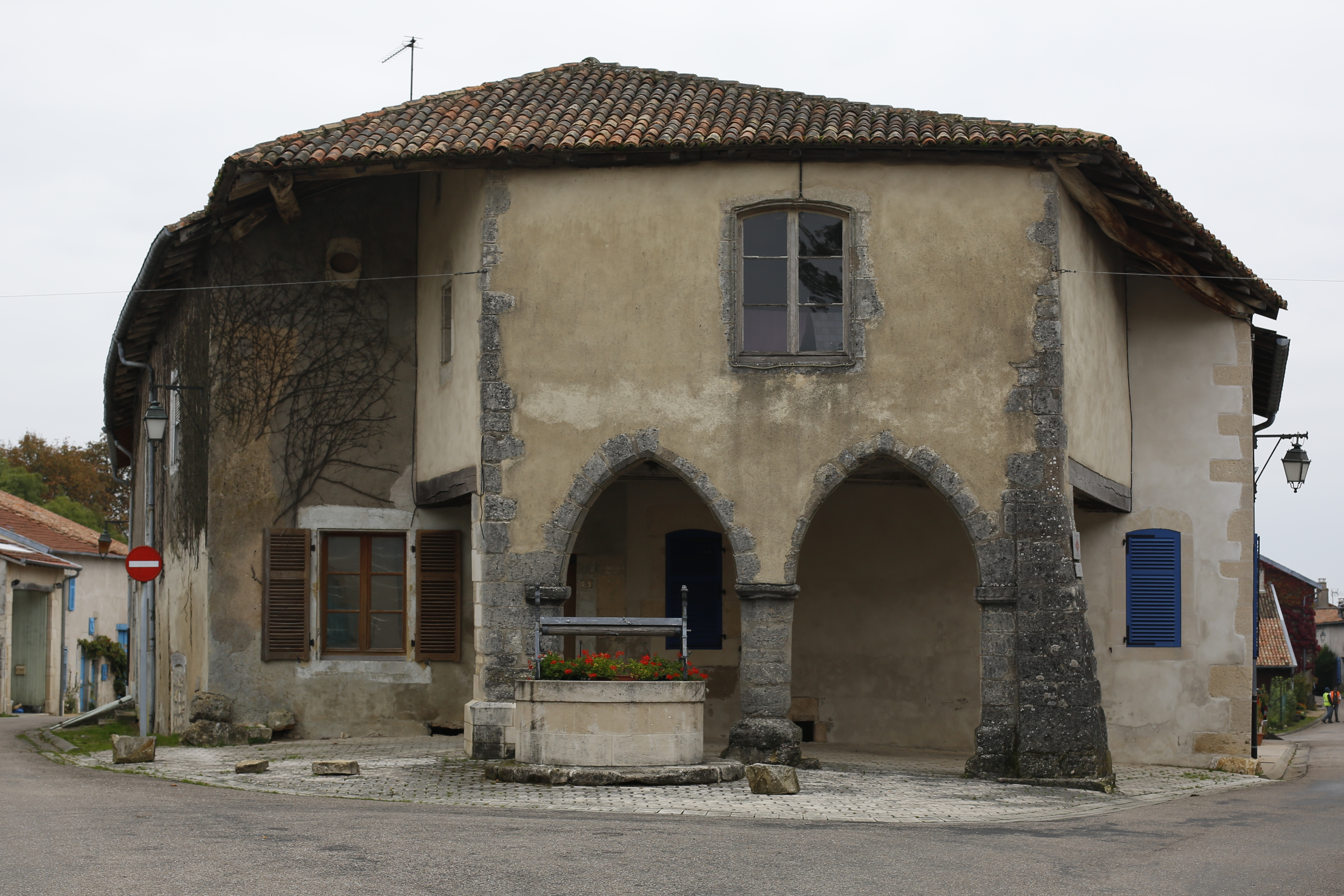
Maison des arcades
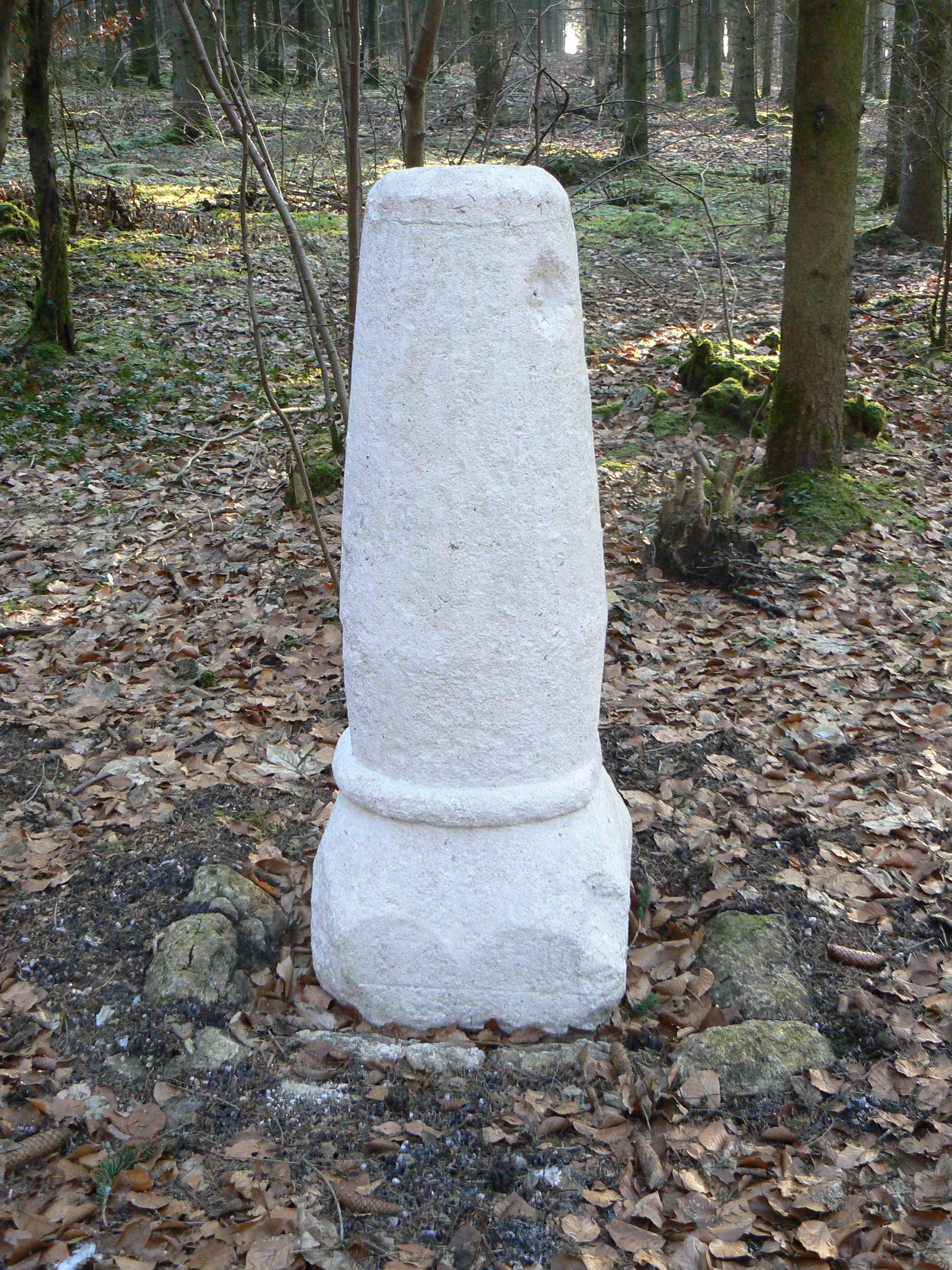
Gibet de Creuë

#### Édifices religieux
- Église Saint-Rémi XIIe siècle.

Orgue Clavert/Jaquot (1928).
- Église Saint-Hubert à Billy-sous-les-Côtes construite en 1839, et reconstruite en 1925.
- Église Saint-Pierre et Saint-Paul à Creuë XIIe siècle, fin XVe siècle, début XVIe siècle et XIXe siècle  Inscrit MH (1994)[46].
- Collégiale Saint-Maur d'Hattonchâtel XIVe siècle  Classé MH (1908)[47].

Retable de Ligier Richier.
- Église Saint-Sébastien à Hattonville construite en 1830.
- Église Saint-Benoit à Saint-Benoît-en-Woëvre construite en 1930[49].
- Église de l'Assomption à Viéville-sous-les-Côtes XVIIIe siècle, restaurée en 1925.
- Abbaye cistercienne de Saint-Benoît-en-Woëvre XIIe siècle[50].
- Le monument aux morts de 1914-1918[51] et 1939-1945[52].

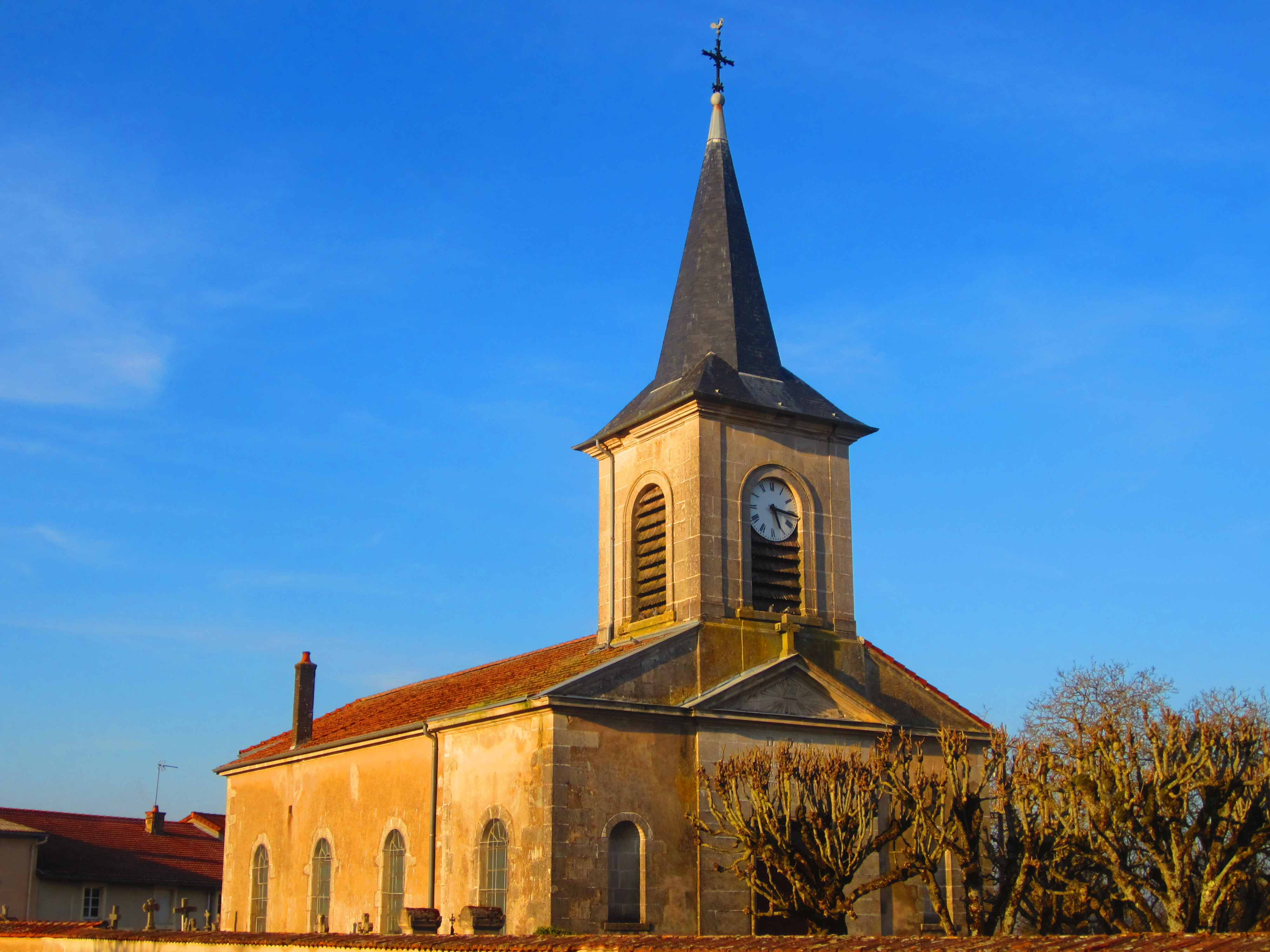
Église Saint-Hubert à Billy-sous-les-Côtes.
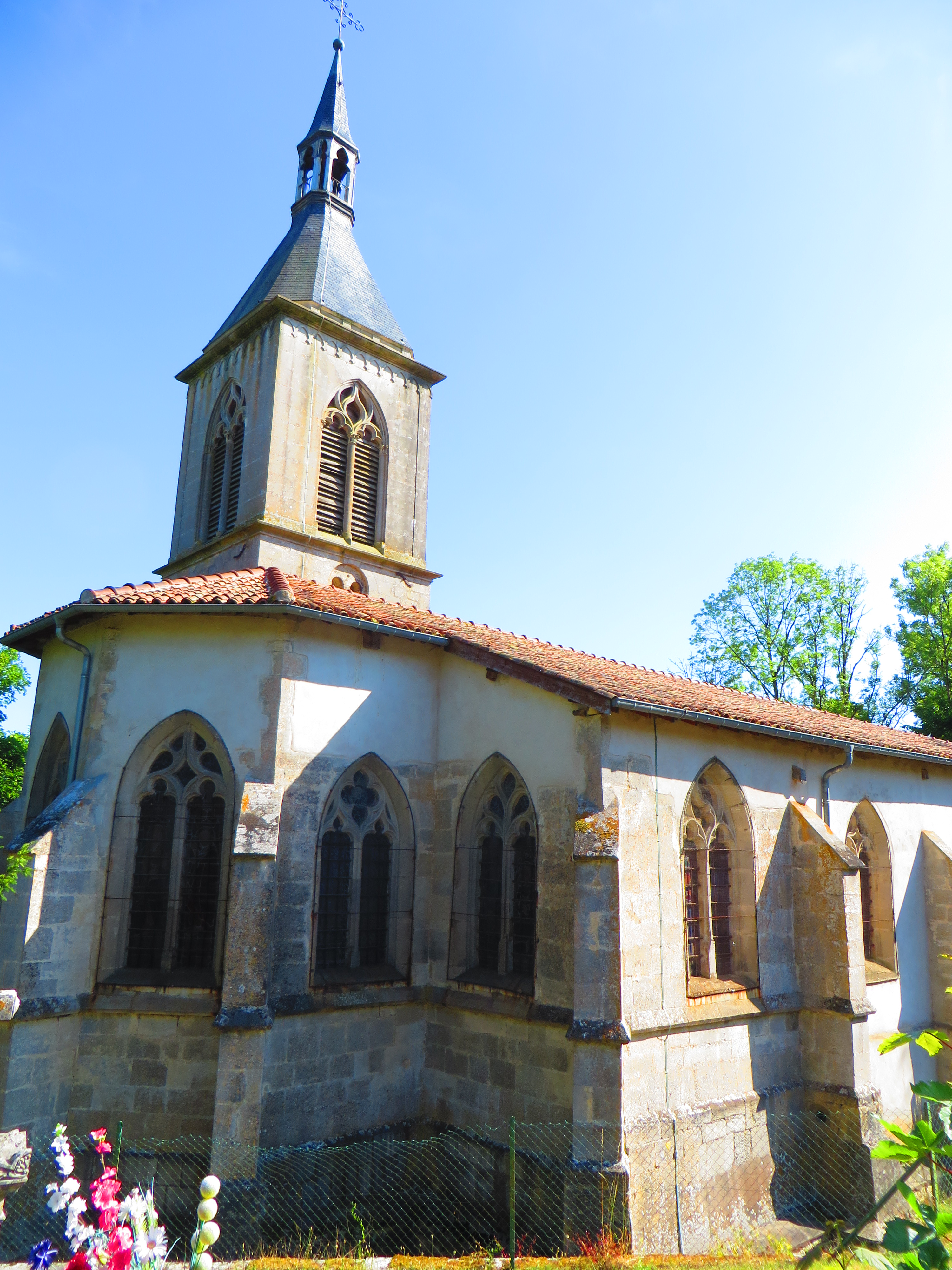
Église Saint Pierre et Saint Paul à Creuë
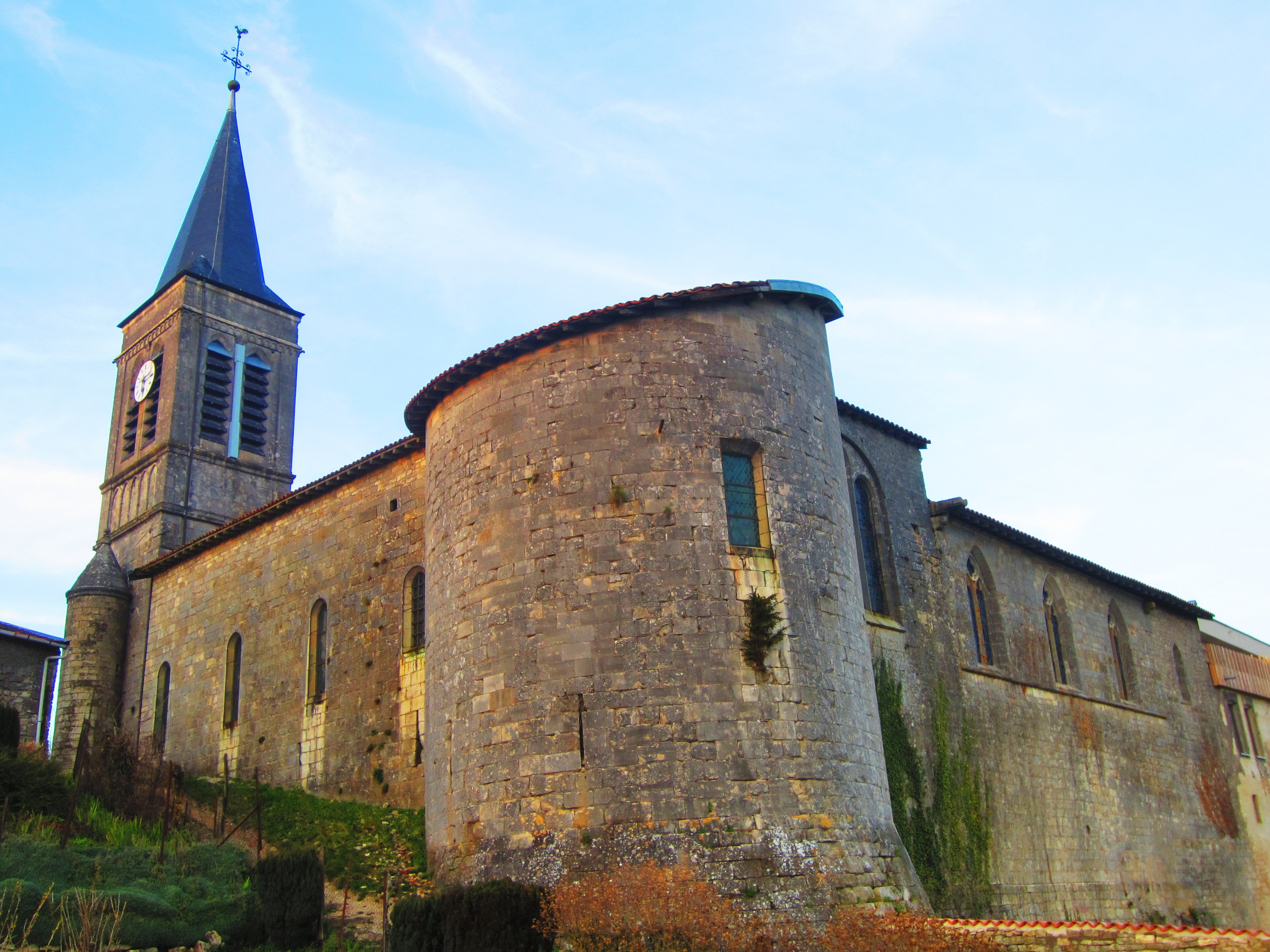
Collégiale Saint-Maur à Hattonchâtel.
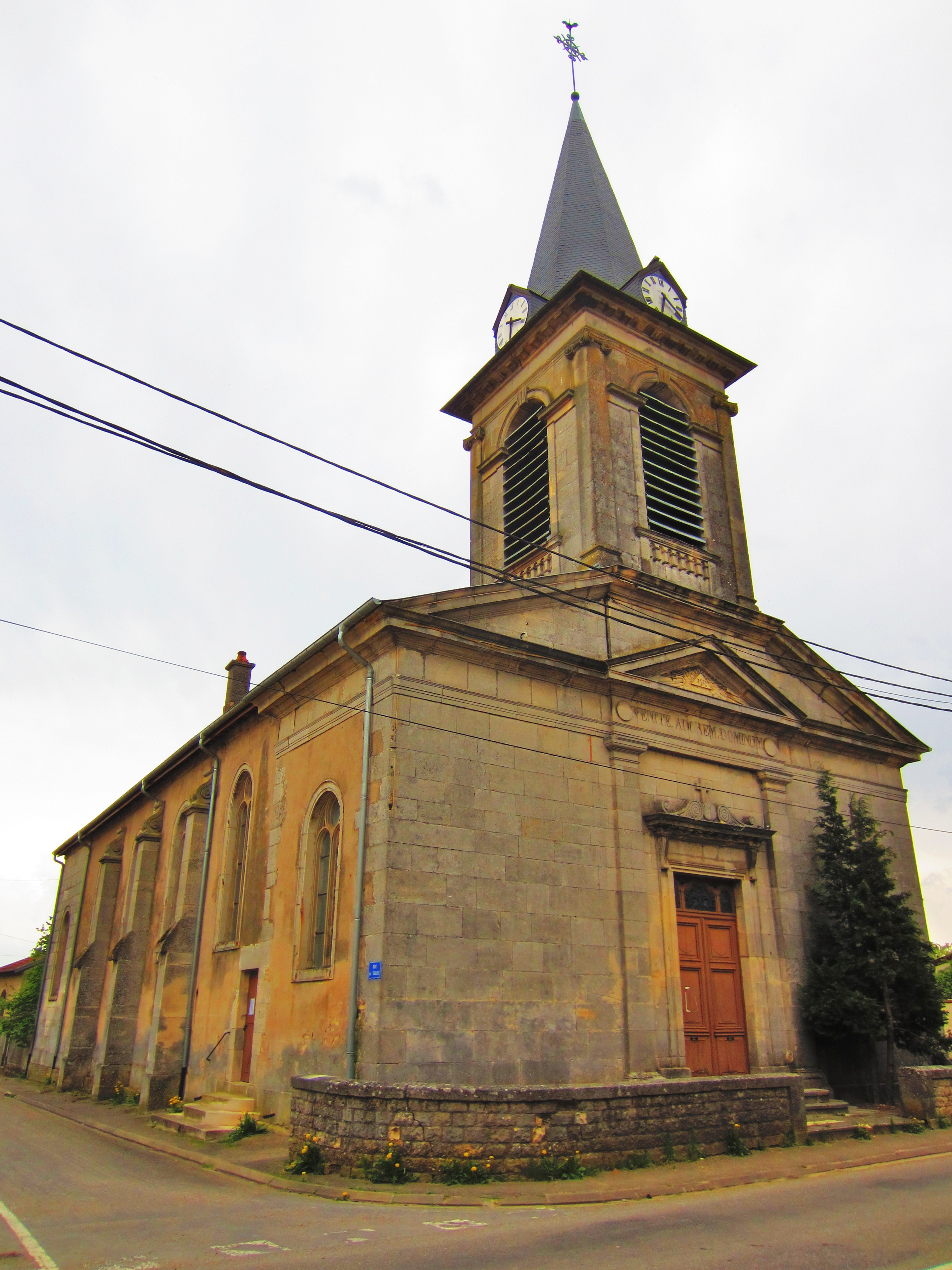
Église Saint-Sébastien à Hattonville.
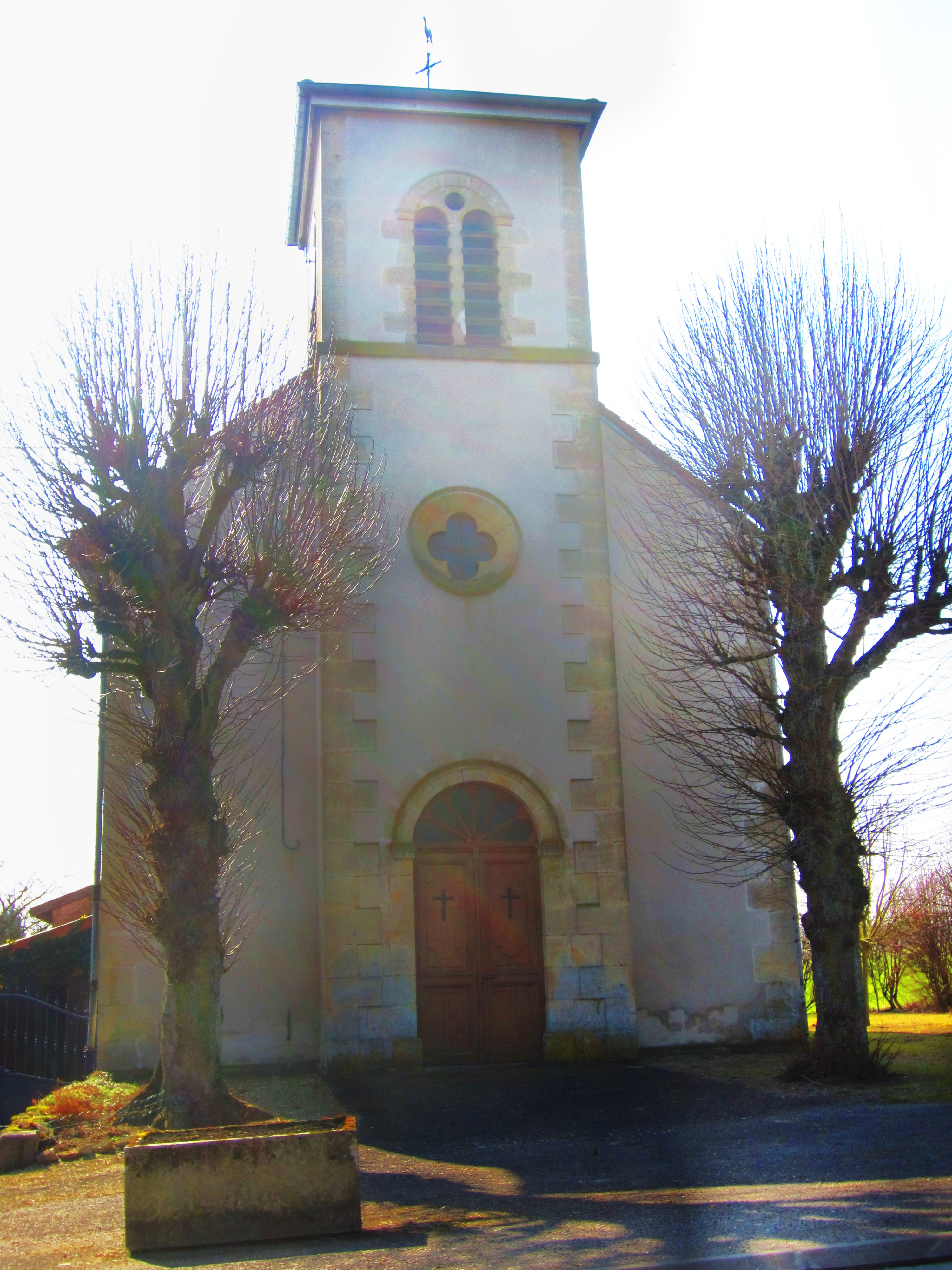
Église Saint-Benoit à Saint-Benoît-en-Woëvre.
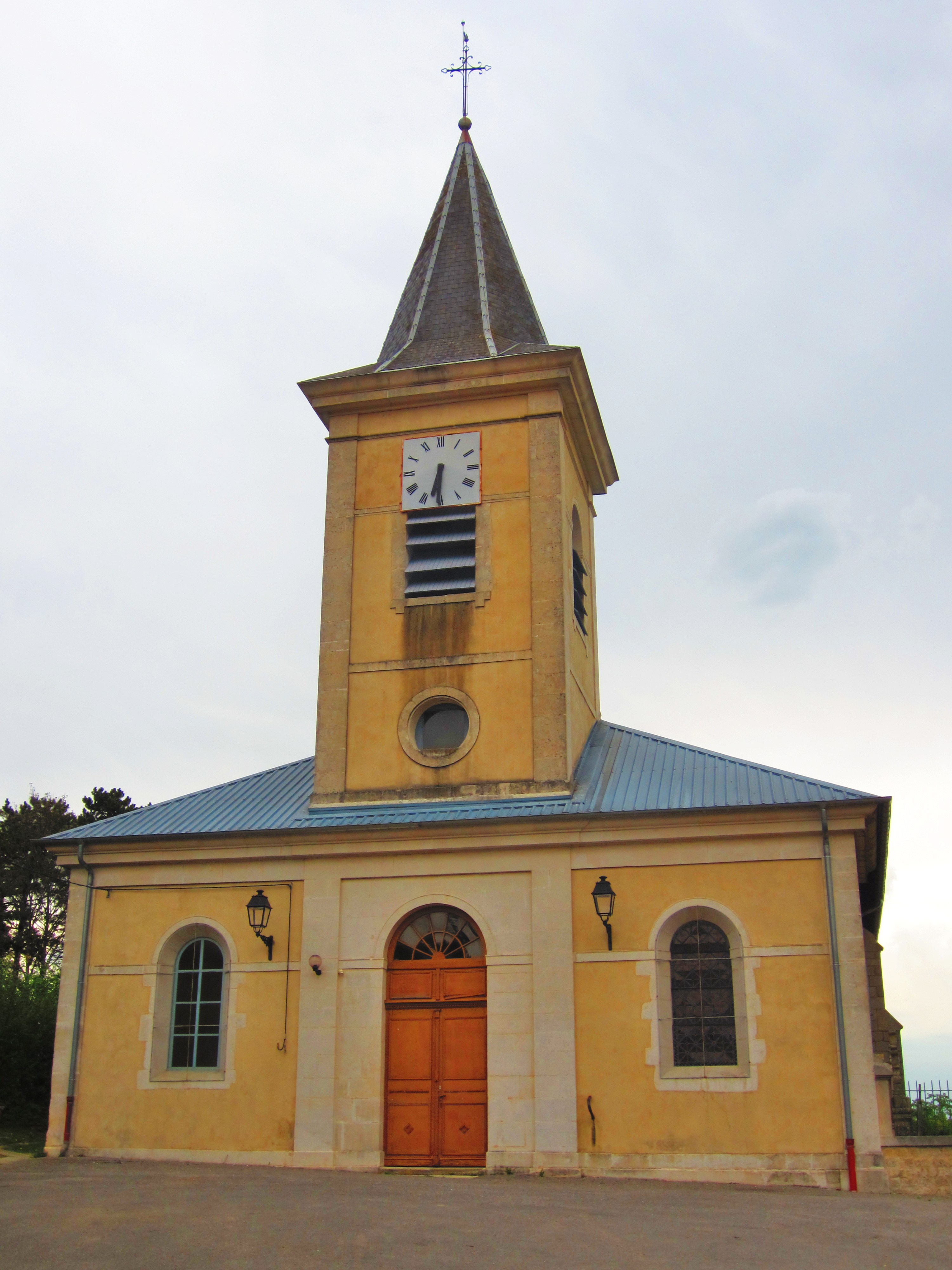
Église de l'Assomption à Viéville-sous-les-Côtes.
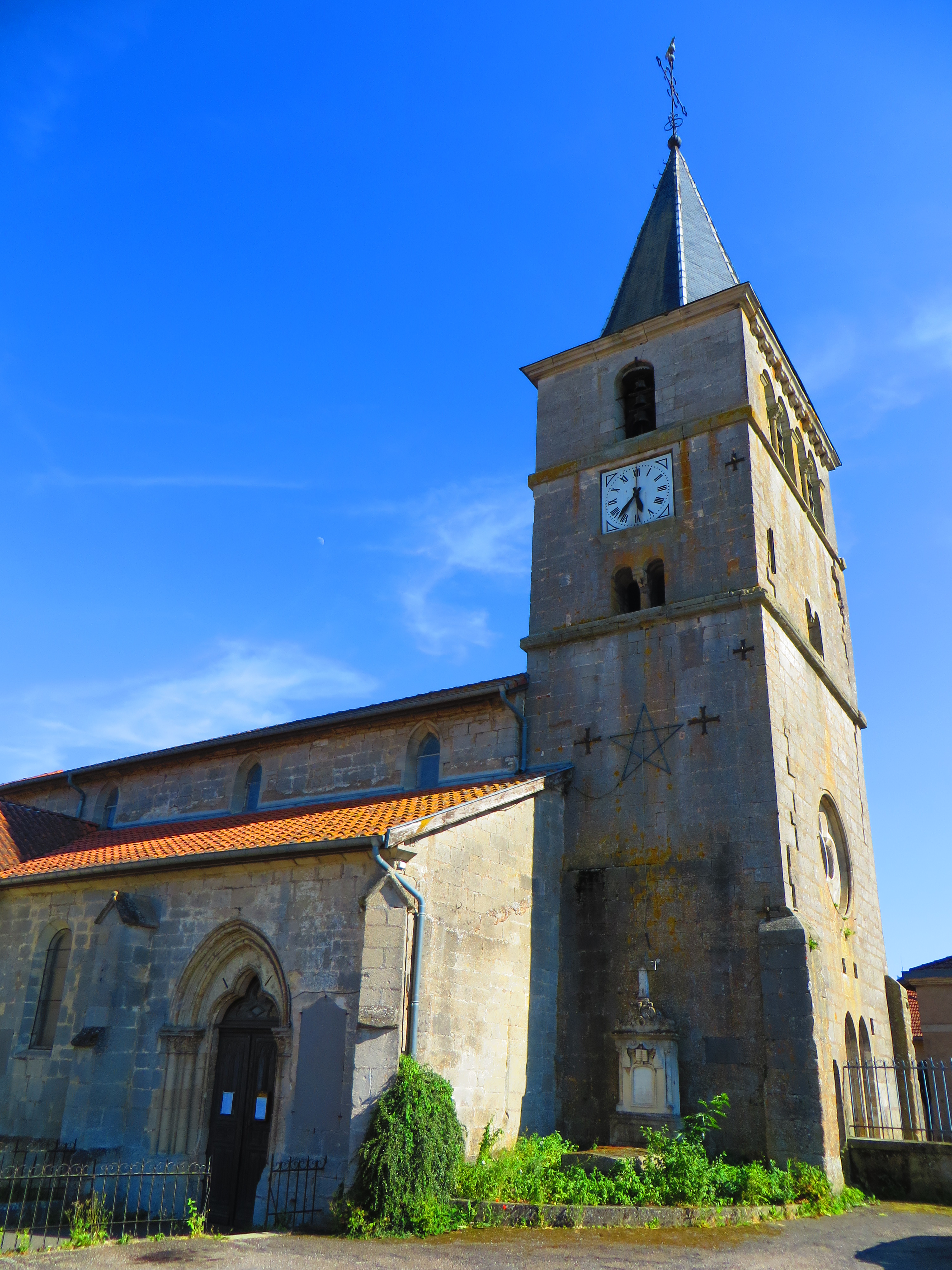
Église Saint-Rémi de Vigneulles-lès-Hattonchâtel.
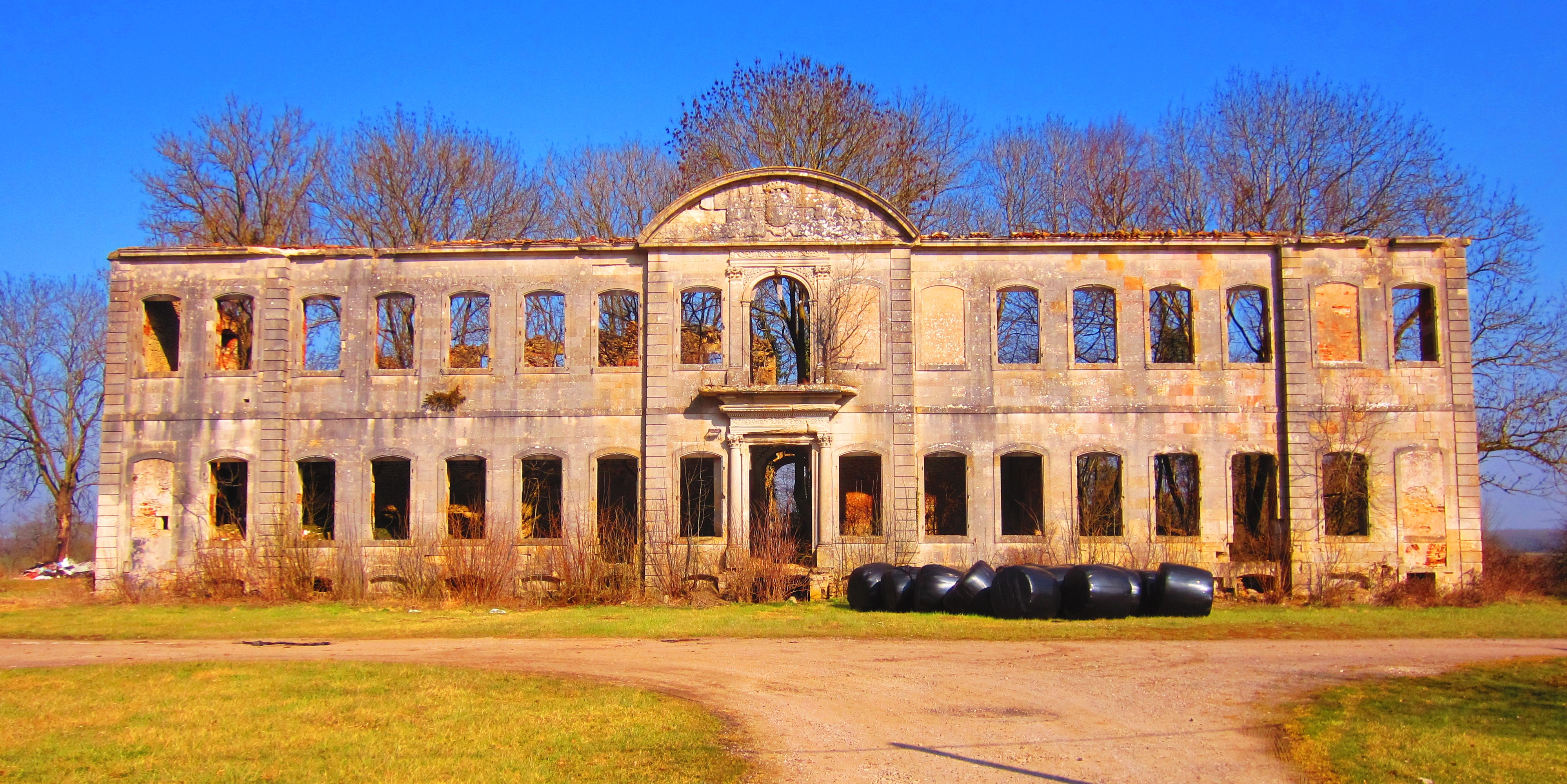
Abbaye de Saint-Benoît-en-Woëvre.

### Sculptures remarquables
Retable de la passion de Ligier Richier dâté de 1523 situé dans la Collégiale Saint-Maur d'Hattonchâtel.

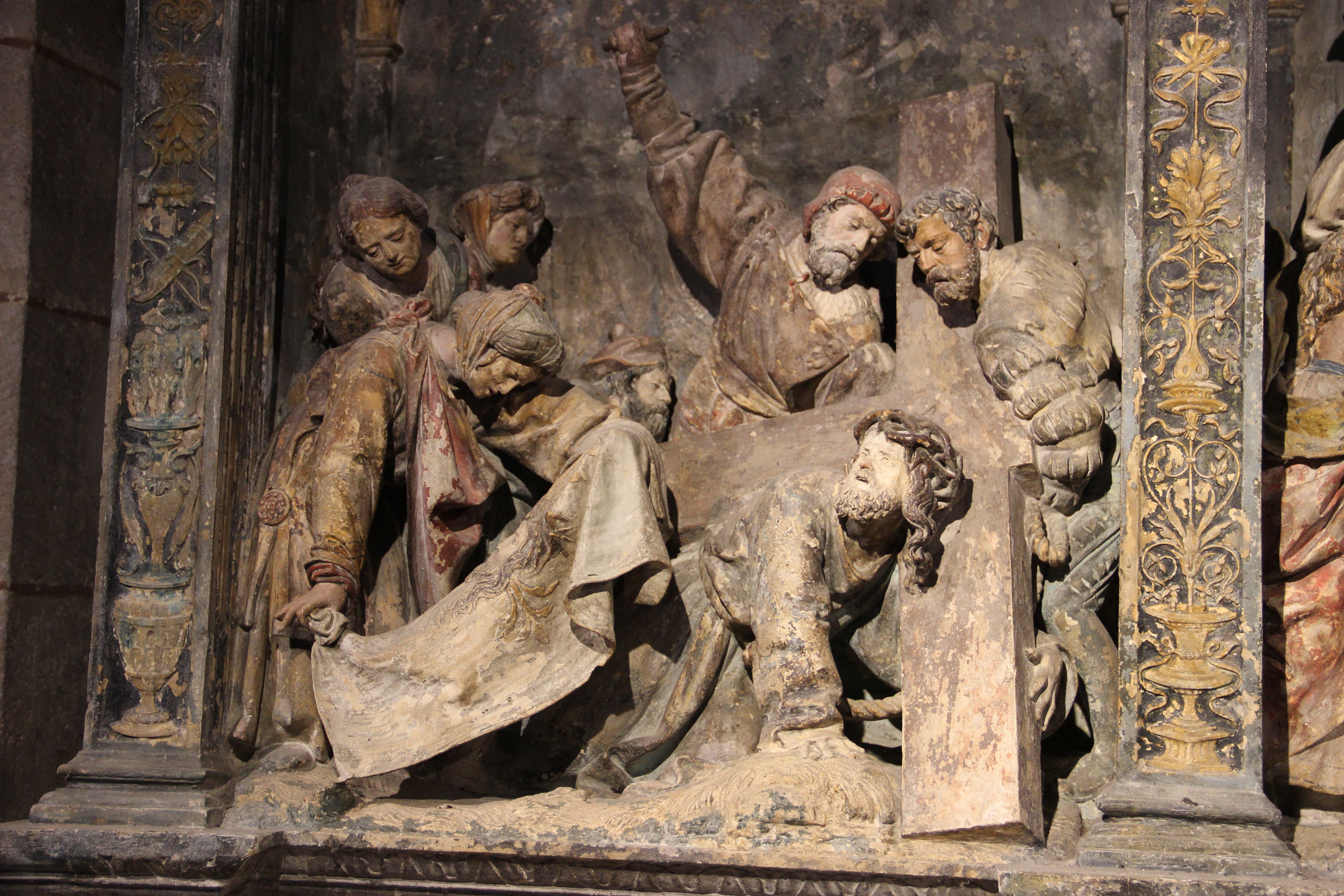
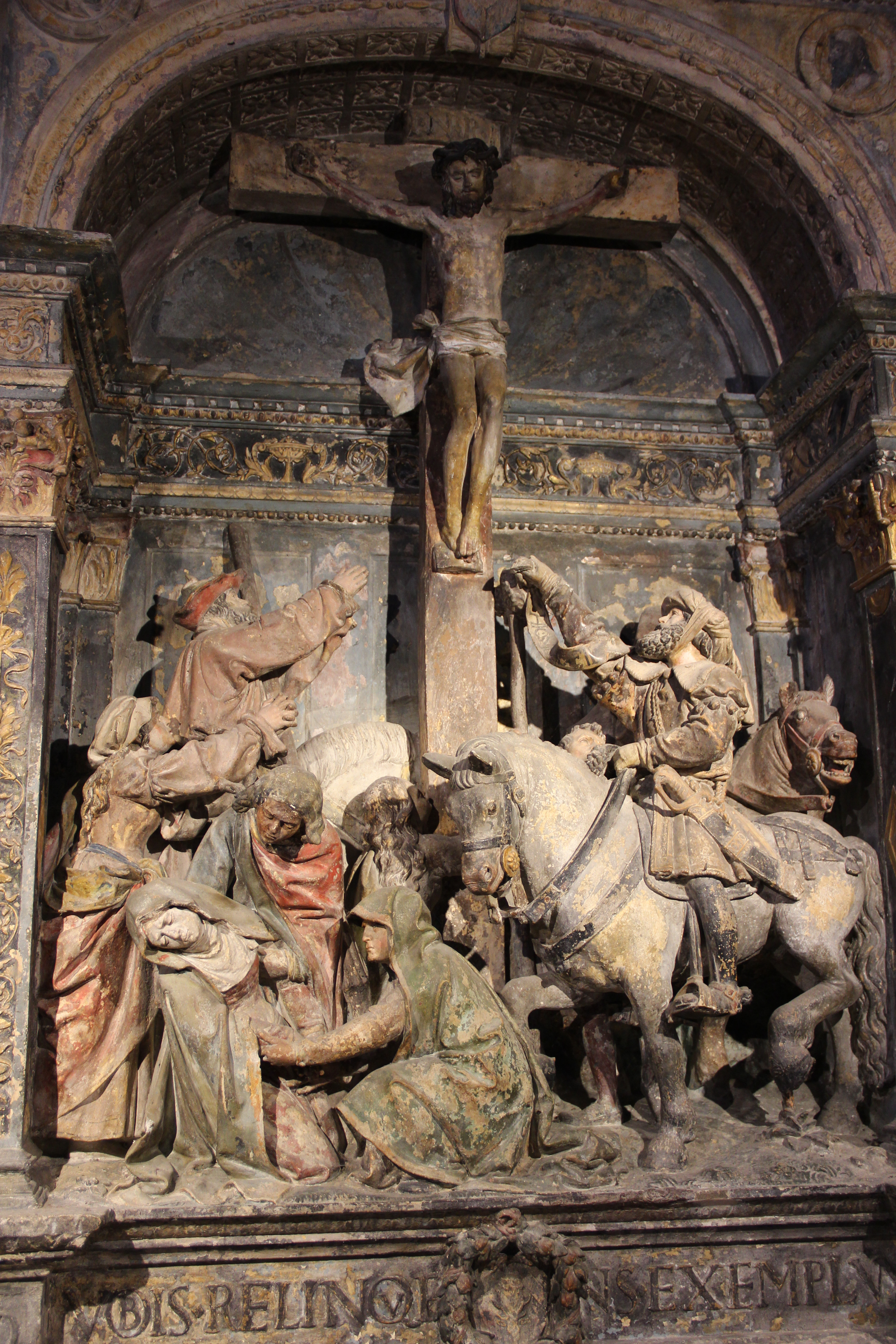
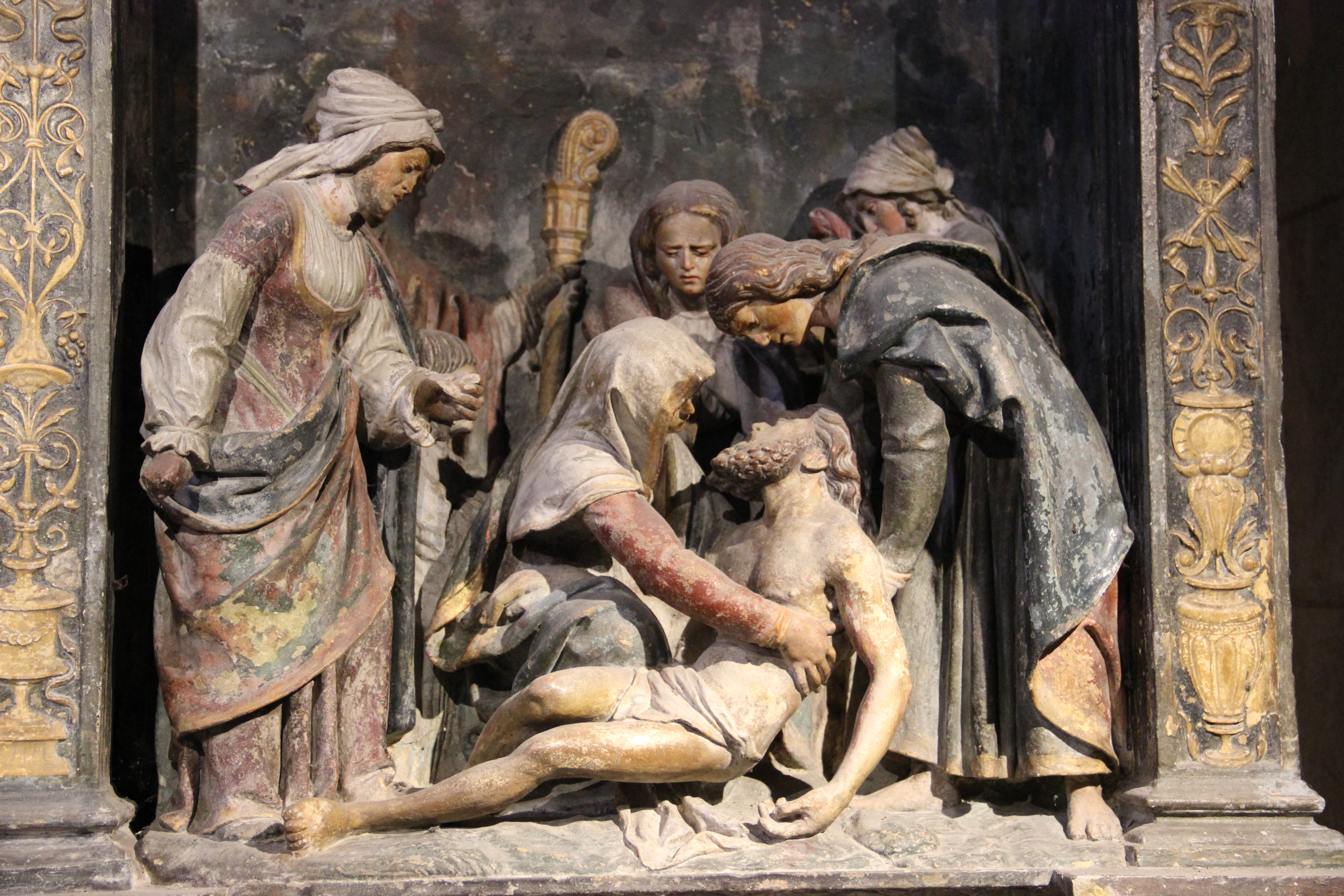

Figures porte-cierge datant de la fin du XVe siècle situées dans l'Église Saint-Pierre et Saint-Paul de Creuë.

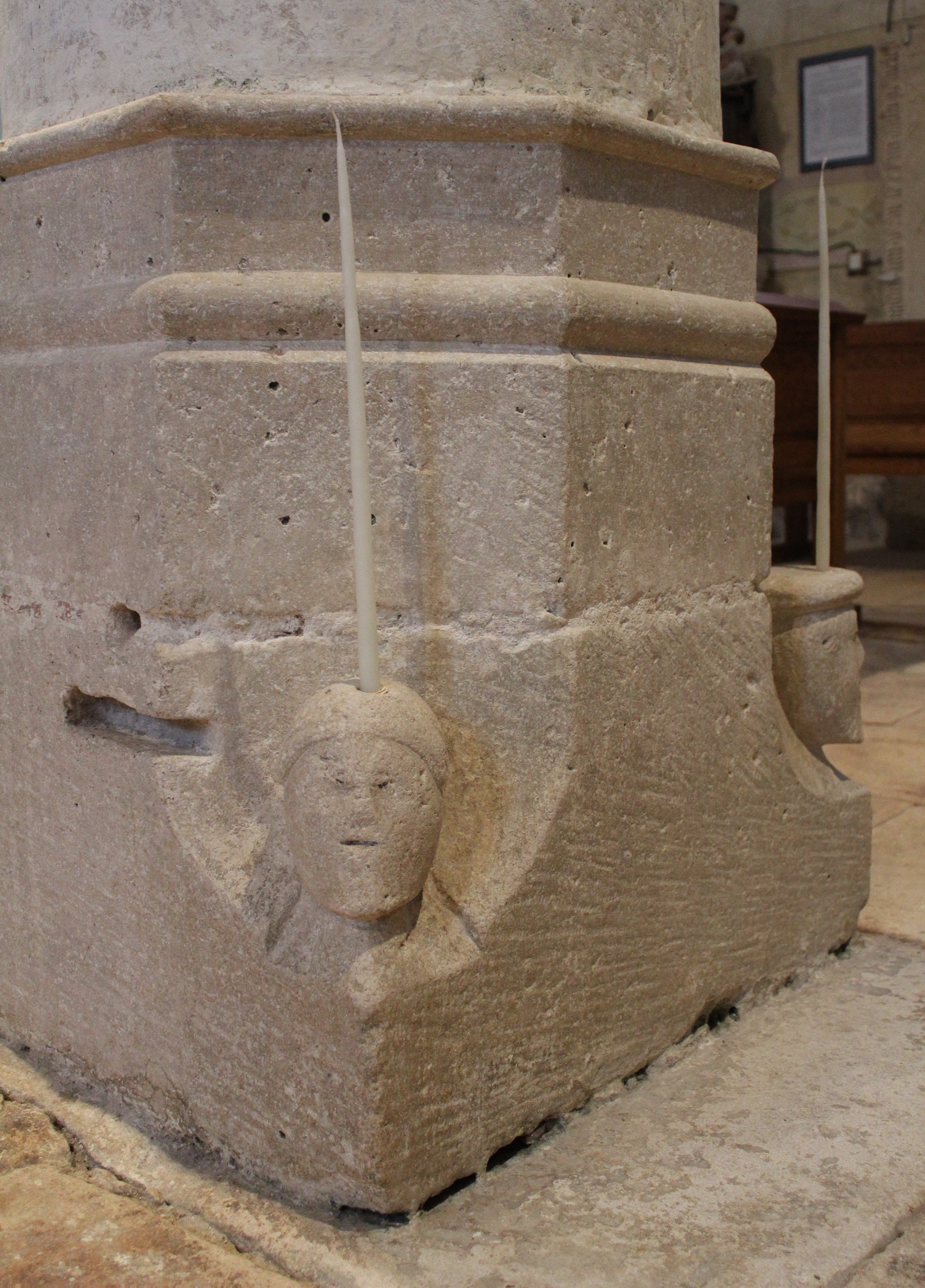
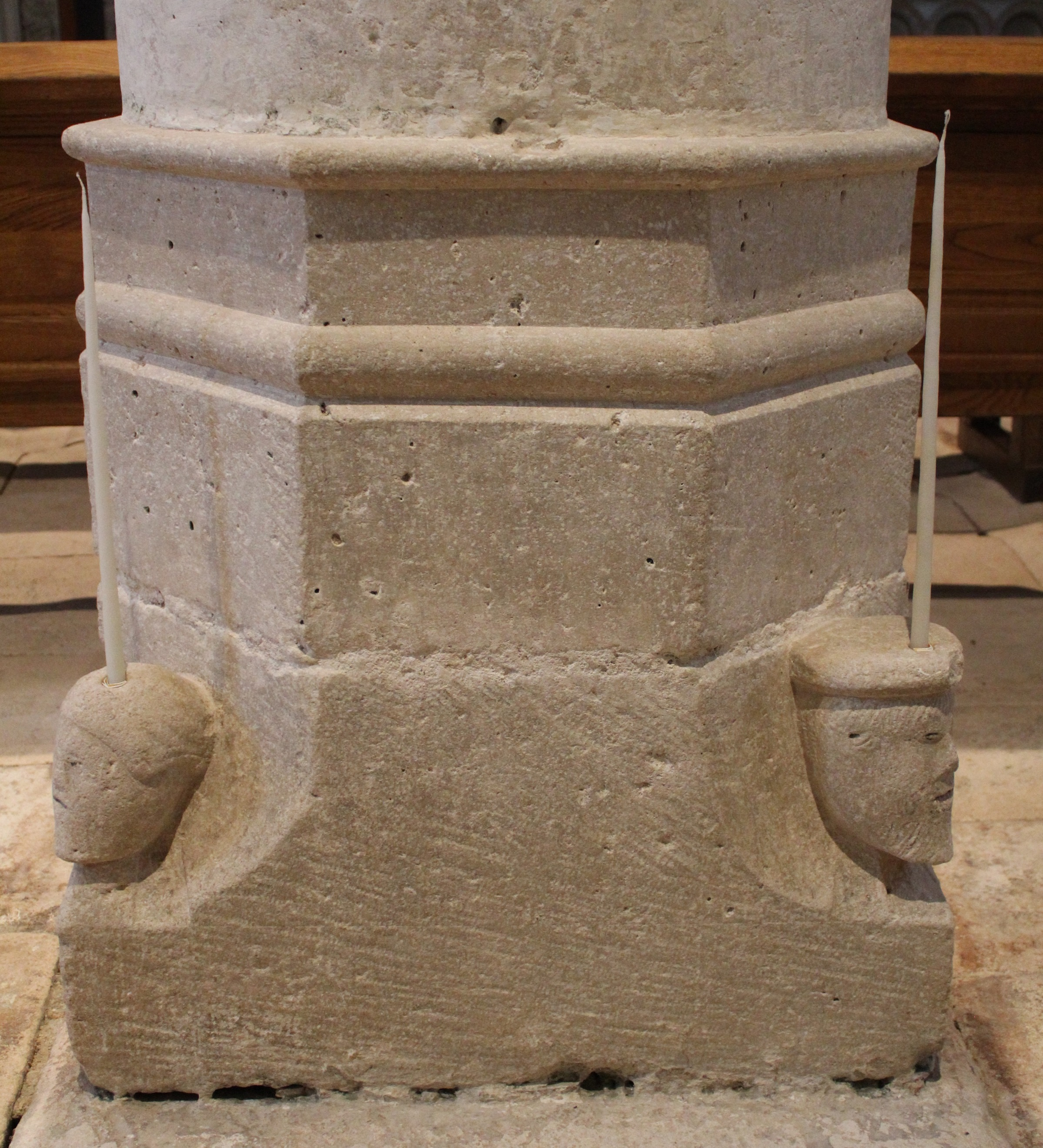
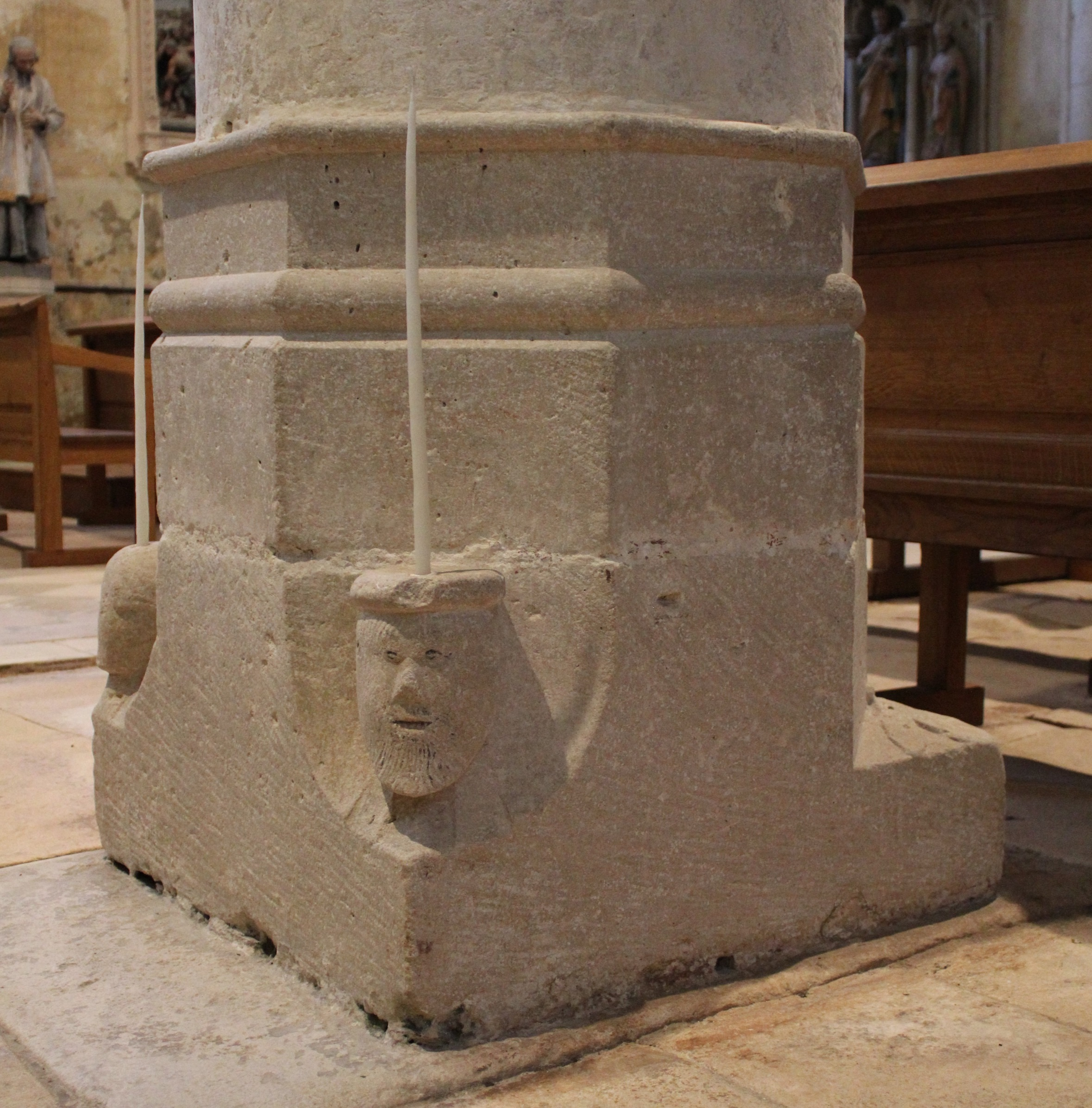

### Personnalités liées à la commune
- Hubert Michel Fortuné Legagneur, né à Hattonchâtel en 1797, mort à Paris en 1876. Magistrat, pair de France, commandeur de la Légion d'honneur. Tombe à Hattonchâtel.
- Rémi Herment, sénateur honoraire, ancien président du conseil général de la Meuse, ancien syndicaliste agricole.
- Charles-Auguste Salmon (1805-1892). Magistrat. Député de la Meuse en 1848 et 1849. Délégué par le gouvernement français aux pourparlers de paix en 1871 chargé de la défense des intérêts des magistrats et officiers ministériels de la Lorraine et de l'Alsace annexées par l'Allemagne. Sénateur de la Meuse en 1876. Correspondant de l'Institut (Acad. des Sc. Morales et Politiques). Tombe à Hattonchâtel.
- Mélanie Bourotte (1834-1890), poétesse, y est née.

### Héraldique
| Blason | Blasonnement : De gueules à la vigne d’argent terrassée de même chargée en cœur d'un écusson de sable à la croix d'or. |

| Blason | Blasonnement : D'or à la croix de sable au franc-canton d'argent chargé de quatre pals d'azur. Commentaires : Blason de la commune de Creuë rattachée à Vigneulles-lès-Hattonchâtel. |